# Хиџаз
Хиџаз или Хеџаз (арап. الحجاز al-Ḥijāz-Al-Ḥiǧāz, дословно „баријера“) је планинска регија у западној Саудијској Арабији. Границе су јој углавном одређене обалом Црвеног мора, те се пружа од Хакла у Акапском заливу до Џизана. Главни град је Џеда, али је вероватно познатија по исламским светим градовима Меком и Медином. Због исламских светих места Хиџаз има велику важност како у арапском тако и у исламском свету, односно политици. Назив „баријера“ је добила зато што раздваја земљу Наџд на истоку од земље Тихама на западу.

## Историја
Историјски докази указују на то да је Хеџаз (или бар неки његов део) био под римском влашћу као провинција Арабиа Петреа. Касније је вековима био под влашћу регионалних сила као Египат да би од 16. века постао део Османског царства где је административном реорганизацијом 1864. формиран вилајет Хеџаз. Почетком 20. века Хеџаз је уживао краткотрајни период као независна држава. Године 1916. је Шариф Хусеин ибн Али прогласио независност Хеџаза, али је је његову власт године 1924. срушио Ибн Сауд из суседне регије Наџд те формирао краљевину Хеџаза и Неџда, касније познату као краљевина Саудијска Арабија.
Хиџаз је био почетна тачка ислама под Мухамедом у 7. веку, који се проширио на већи део Блиског истока и северне Африке након успостављања калифата. Међутим, земља је убрзо изгубила своју политичку важност када су Омејади 661. преселили своју резиденцију у Дамаск. Од краја 10. века Хиџазом су владали шерифи од Меке, који су сукцесивно признавали власт разних муслиманских династија, као што су Фатимидски калифат, Ајубиди и Мамелуци. У другој половини 19. века покушали су да више под своју контролу ставе Хиџаз и у почетку су формирали вилајет Џеду, који је настао из вилајета Хабеш, из које је, након вилајетске реформе, од 1867. године настала нова провинција Хиџаз. У ту сврху послужила је и изградња Хиџазске железнице. Уочи Првог светског рата, Медински санџак је издвојен као независни санџак, који је директно одговарао централној влади.
Хусеин ибн Али ал-Хашими, велики шериф Меке од 1908. године, покренуо је побуну против Османлија током Првог светског рата 1916. године, у којој су га подржали Лоренс од Арабије и Велике Британије. Међутим, обећања Велике Британије о успостављању арапског краљевства након рата нису испуњена. Краљ Хиџаза Хусеин (1916—1924), није био у стању да се афирмише против Ибн Сауда и вехабија. Краљевина Хиџаз је уједињена са Неџадом, 1926. године а 1932. постала је део данашње краљевине Саудијске Арабије.

## Географија
Предео Хиџаза је величине 461.111 km² и обухвата северозападни део Арапског полуострва до око јеменских висоравни, у новије време често само до границе пејзажа Асир. На северу, Хиџаз није јасно разграничен од региона који се зове Шам (Велика Сирија са Јорданом и Палестином). На западу, Црвено море чини природну границу. На врху Вади Хамада почиње пејзаж Мидијан, који се често не рачуна као део стварног Хиџаза и који се протеже до Акаба. Сува обална равница Тихама се такође често не рачуна као део Хиџаза. Разграничење источно од Наџд (Наџдскхд-а значи брдско подручје) није баш јасно.
У геолошком смислу Хеџаз је смештен у Великој долини раседа. Област је позната по тамнијем песку вулканског порекла. Хеџаз у неким изворима укључује и горње Сарават које топографски раздваја Најд од Техамаха.

### Градови
- Бадр Хунаyн

- Ел Баха
- Џеда

- Мека
- Медина
- Таиф
- Јанбу
- Табук
- Рабигх

- Заставе Хиџаза
- Застава из 1917—1919.
- Застава из 1920—1925.
- Застава из 1926—1932.